# Anikó Donáth
Anikó Donáth (* 24. April 1971 in Zürich) ist eine Schweizer Schauspielerin, Sängerin und Autorin mit ungarischen Wurzeln.

## Werdegang
Im Alter von 6 Jahren trat sie in die Ballettschule von Claudia Corti ein, eine Beschäftigung, die für ihre spätere künstlerische Tätigkeit prägend war. Nach der neusprachlichen Matura an der Kantonsschule Im Lee in Winterthur begann sie ein Jura-Studium an der Universität Zürich, welches sie bis zum „cand. iur.“ verfolgte. An der Universität Zürich gründete sie «Elsa», die Lokalgruppe der European Law Students’ Association und studierte zwei Semester an der Universidad de Deusto in Bilbao, Spanien. Im siebten Semester brach sie das Studium ab und widmete sich dem Theatermachen. Anikó Donáth ist eine Urenkelin des Zürcher Ingenieurs Max Maag und die Enkelin des Zürcher Neumünster-Organisten und Komponisten Alfred Baum.
Seit 1995 ist Anikó Donáth freischaffende Schauspielerin, Sängerin und Autorin. 1995 gründete sie die „Shake Company“ mit Dominik Flaschka, welcher sie für zahlreiche Hauptrollen und Originalbesetzungen engagierte. Sie wurde auch von Jörg Schneider und Erich Vock besetzt. Sie wechselte zwischen Fernsehen, Film, Radio, Boulevardtheater und dem Opernhaus Zürich, wo sie in Schauspielrollen mit David Pountney, Matthias Hartmann, Claus Guth und George Whyte arbeitete. Im Fernsehen begann sie bei der Gute-Nacht-Geschichte als Moderatorin, über Lüthi und Blanc zur Comedy-Show Edelmais&Co. Zwischendurch war sie Talk-Gast bei Boser& Böser auf TeleZüri. Im Kino war sie u. a. als Politesse in Marco Rimas Handyman zu sehen und in Rolf Lyssys „Letzte Pointe“. Sie tourte drei Jahre mit dem Solostück „Cavewoman“ durch die Schweiz und gründete 2012 die Formation „Die Exfreundinnen“. Seit 2018 schreibt Donáth monatlich eine Kolumne für die Coopzeitung.

## Bücher
- 2022: Ich, die Gurke – 50 schlimme Geschichten aus dem Showbusiness

## Sprecherin
- Viva Frida Kahlo – immersive Ausstellung – Schweiz (2021), Deutschland, Oestereich (2023)

## Theater
- 2019: Young Frankenstein, Regie: Dominik Flaschka, Theater am Hechtplatz Zürich
- 2018/2019: Mi Sohn nimm Platz, Regie: Rolf Sommer, Theater am Hechtplatz Zürich und CH Tour
- 2018/2019: Tribute to Madonna, Regie: Daniel Rohr, Theater am Rigiblick
- 2017–2019: Die Exfreundinnen -Zum Fressen gern, Regie: Päivi Stalder, CH-Tour, Maag Music-Hall
- 2016 und 2019: Cabaret, Regie: Dominik Flaschka, Berhardtheater Zürich
- 2016 Bye Bye Bar Reloaded. Regie: Dominik Flaschka, Theater am Hechtplatz, Zürich
- 2015: 40 Jahre Schreckmümpfeli, Regie: Isabel Schärer, Theater Ticino, Wädenswil
- 2014–2017: Die Exfreundinnen, Musikalische Therapie mit Nebenwirkungen, Regie: Päivi Stalder, Christian Knecht, Tour Schweiz
- 2011–2018: Cavewoman/Soloshow Regie: Siegmund Tischendorf, CH-Tour
- 2012: Cornichon Grand, Regie: René Anderhuber, Theater am Hechtplatz, Zürich
- 2010: Happy End, Regie: Dominik Flaschka, Theater am Hechtplatz, Zürich
- 2008: Boing Boing, Regie: Kamil Krejčí, Zürich/Hechtplatz
- 2008: Jetzt erst Hecht, Regie: Dominik Flaschka, Zürich/Hechtplatz
- 2008: Elternabend, Regie: Dominik Flaschka, Zürich/Hechtplatz
- 2007: Dreyfus Intime, Regie: David Pountney, Zürich/Opernhaus
- 2007: Ewigi Liebi, Zürich/Maag Music Hall
- 2006: Bye Bye Bar, Zürich/Hechtplatz
- 2005: Ladies Night, Regie: Oskar Binbbisser, Zürich/Hechtplatz
- 2005: de chlii Horrorlade, Regie: Dominik Flaschka, Zürich/Hechtplatz
- 2005: Ariane et Barbe Bleue, Regie: Claus Guth, Zürich/Opernhaus
- 2005: die verkaufte Braut, Regie: Matthias Hartmann Zürich/Opernhaus
- 2004: Babaar, Luzern/KKL
- 2004: Hanf im Glück, Regie: Julia Morf, Zürich/Bernhardtheater
- 2003: Bellerevue, Regie: Marta Zürcher, Zürich/Bernhardtheater
- 2003: Der Kreidekreis, Regie: David Pountney, Zürich/Opernhaus
- 2003: Blume von Hawaí, Regie: Dominik Flaschka, Zürich/Hechtplatz
- 2003: Pippi in Taka Tuka, Regie: Dominik Flaschka, Zürich/Hechtplatz
- 2003: Diskretion isch Ehresach, Regie: Hubert Spiess, Schweizer Tournee
- 2002: Noncrackers, Regie: Dominik Flaschka, Zürich/Stok
- 2001: Fix und Fertig, Regie: Dominik Flaschka, Schweizer Tournee
- 2001: Kurzschluss, Regie: Alexander Stoia, Bern/Business Park
- 2001: Pippi Langstrumpf, Regie: Dominik Flaschka, Zürich/Hechtplatz
- 2000: Ben Hur, Regie: Dominik Flaschka, Zürich/Weisser Wind
- 1999: Die Zauberorgel, Regie: Hubert Spiess, Zürich/Hechtplatz
- 1998: Non(n)sense, Regie: Dominik Flaschka, Basel/Fauteuil
- 1998: Pornissimo, Regie: Dominik Flaschka, Zürich/Stok
- 1998: Non(n)sense, Regie: Dominik Flaschka, Zürich/Stok
- 1997: Chefarzt. Dr. Edgar, Regie: Dominik Flaschka, Zürich/Stok
- 1997: Light Night Show, Regie: Lea Hadorn, Zürich/le Bal
- 1996: Blutiger Honig, Regie: Dominik Flaschka, Zürich/Stok
- 1996: Some like it hot, Regie: Franz Lindauer, Deutschland-Tournee
- 1995: Lollipop, Regie: Dominik Flaschka, Zürich/Ludwig II

## Filmografie
- 2017: Wilder, Serie, Regie: Pièrre Monard, Produktion: C-Films
- 2016: Die letzte Pointe, Regie: Rolf Lyssy, Produktion: Lang Films
- 2014: Anno 1914, Dokusoap SF1, Regie: Thomas Schäppi, Produktion: Schweizer Fernsehen Zürich
- 2012: Vielen Dank fürs nichts, Regie: Oliver Paulus und Stefan Hillebrand, Produktion: Motor Films
- 2010: Liebling, lass uns scheiden, Regie: Jürg Ebe, Produktion: Turnus Film
- 2009: Lauras Stern und der geheimnisvolle Nian Drache, Regie: Claudia Frei, Produktion: Warner Schweiz
- 2008: Edelmais&Co, Regie: Paul Fischer
- 2008: Pepperminta, Regie: Pipilotti Rist
- 2006/07: Lüthi&Blanc, Fernsehserie
- 2006: Das Fräulein, Regie: Andrea Štak
- 2006: Handyman, Regie: Jürg Ebe
- 2006: Kleine Fische, Regie: Petra Volpe
- 2005: Havarie, Regie: Xavier Koller
- 2004: Ferienfieber, Regie: This Lüscher
- 1997 bis 2001: Gutenachtgeschichte, Regie: Claudia Frei

## Youtube-Channel
- Youtube-Playlist